# Patrik Svensson (fotbollsspelare)
Jan Patrik Svensson, född 6 juni 1979 i Fosie, Malmö, är en svensk före detta fotbollsspelare.

## Karriär
Svenssons moderklubb är BK Olympic. Han debuterade som 17-åring i A-laget mot BK Landora, en match han även gjorde mål i. Svensson spelade för klubben i 2,5 år innan han 1999 gick över till Trelleborgs FF. Svensson spelade totalt sex säsonger för Trelleborg i både Allsvenskan och Superettan.
Inför säsongen 2005 gick Svensson till Superettan-klubben IFK Norrköping. Han spelade 56 seriematcher för klubben i Superettan. Efter tre säsonger i Norrköping värvades Svensson inför säsongen 2008 av Limhamn Bunkeflo. Han spelade två säsonger för klubben, varav den första i Superettan.
Inför säsongen 2010 återvände Svensson till sin moderklubb BK Olympic. Han gjorde 10 mål för klubben i division 3 Södra Götaland 2010. Under säsongen 2011 hade Svensson problem med en knäskada, men gjorde ändå tre mål. Han spelade även för klubben under 2012 innan han avslutade karriären.